# Gymnocalycium pflanzii
Gymnocalycium pflanzii är en kaktusväxtart som först beskrevs av Vaupel, och fick sitt nu gällande namn av Erich Werdermann. Gymnocalycium pflanzii ingår i släktet Gymnocalycium och familjen kaktusväxter.

## Underarter
Arten delas in i följande underarter:
- G. p. argentinense
- G. p. pflanzii
- G. p. zegarrae

## Bildgalleri

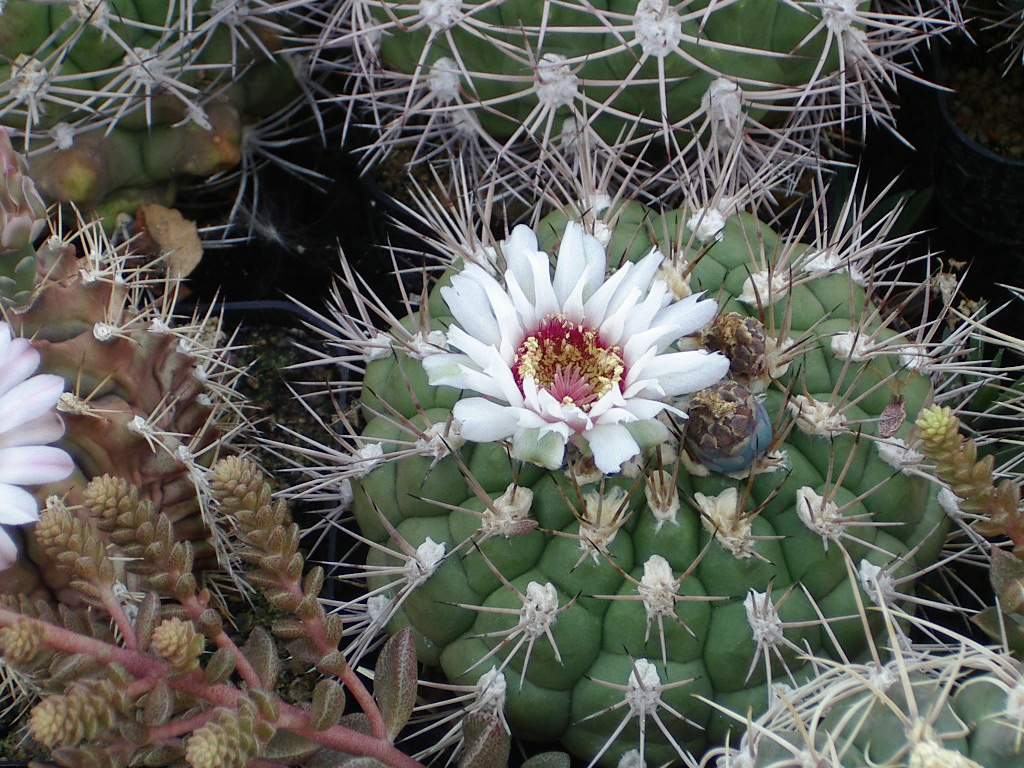
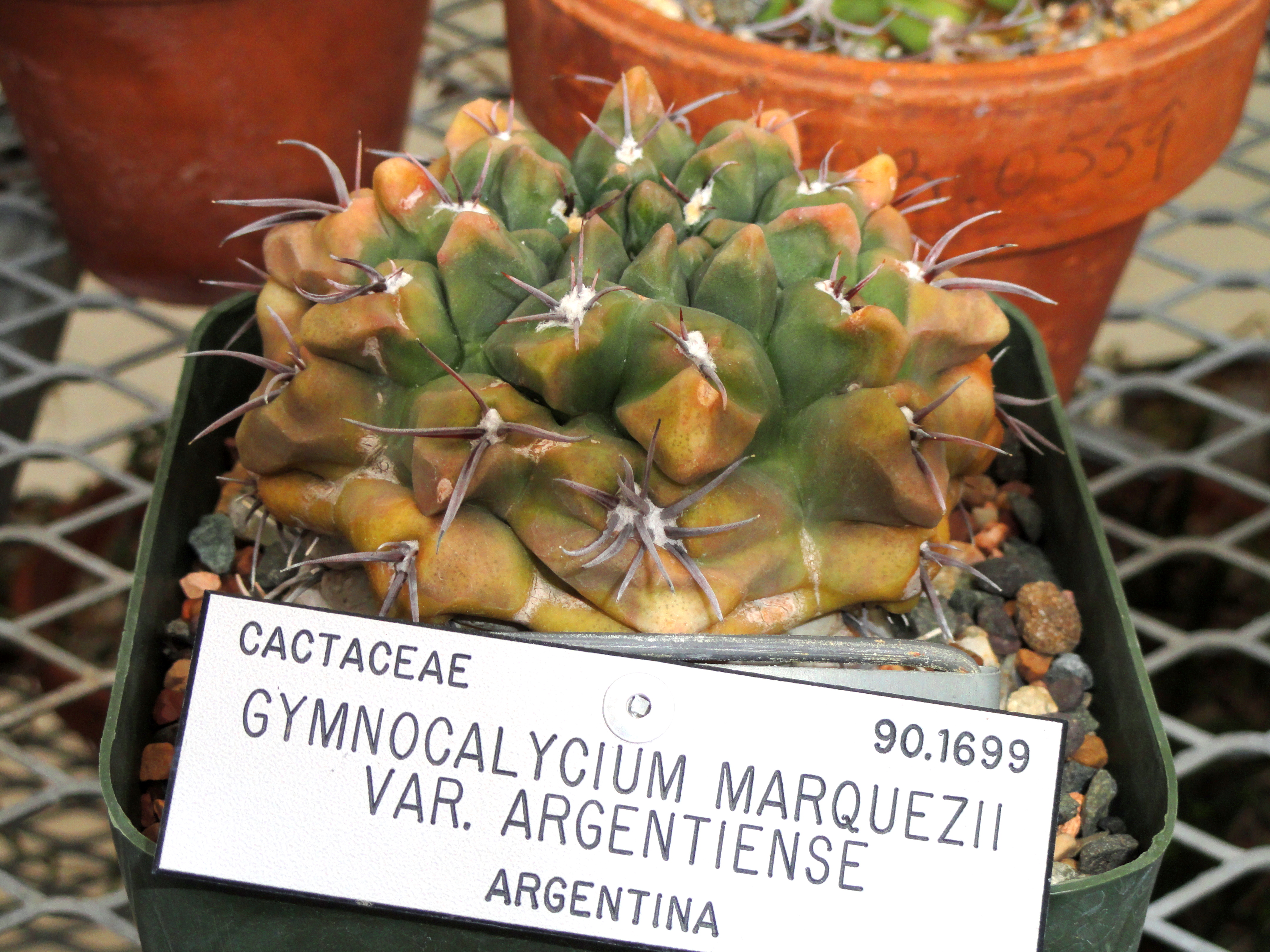
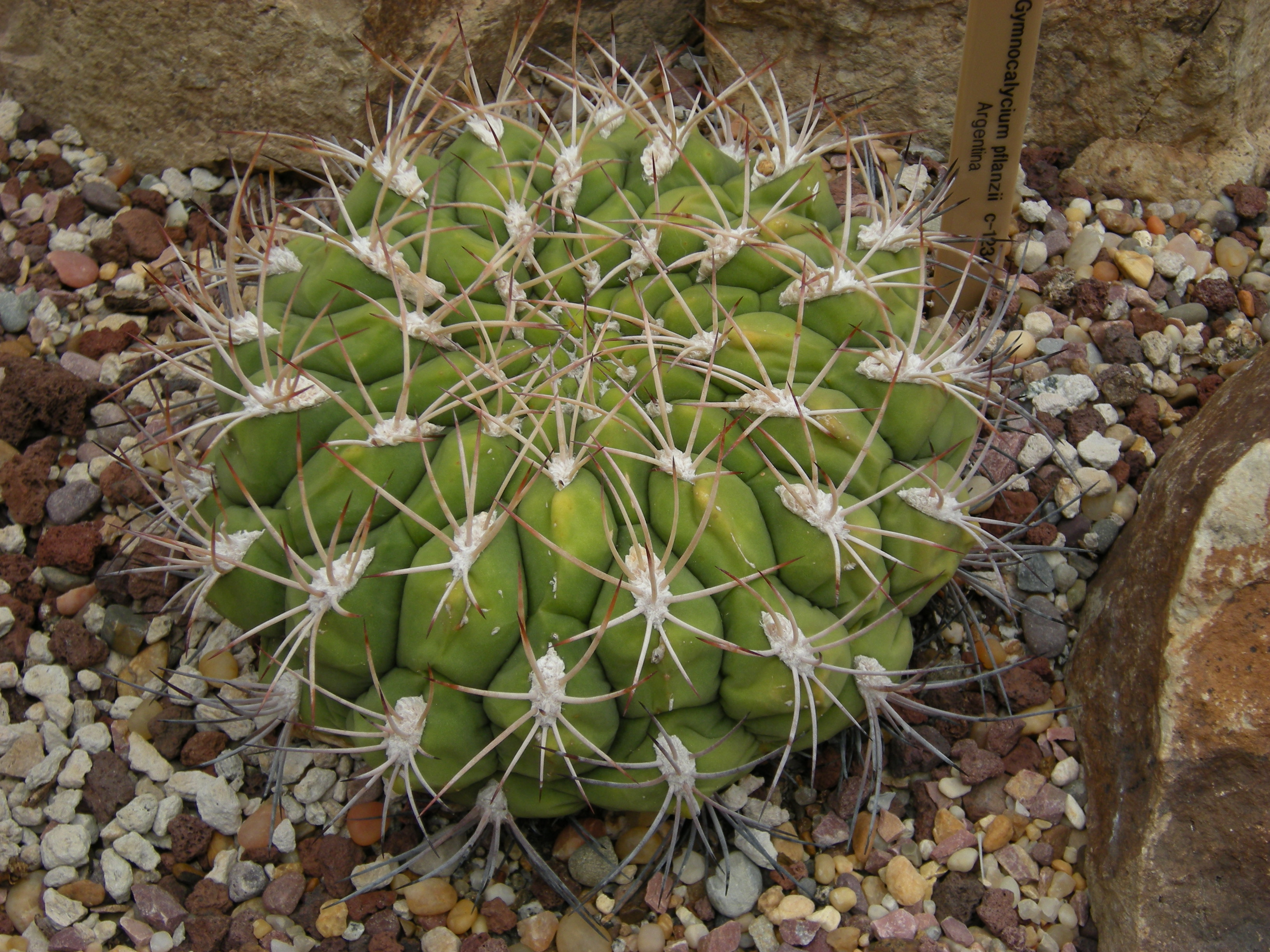
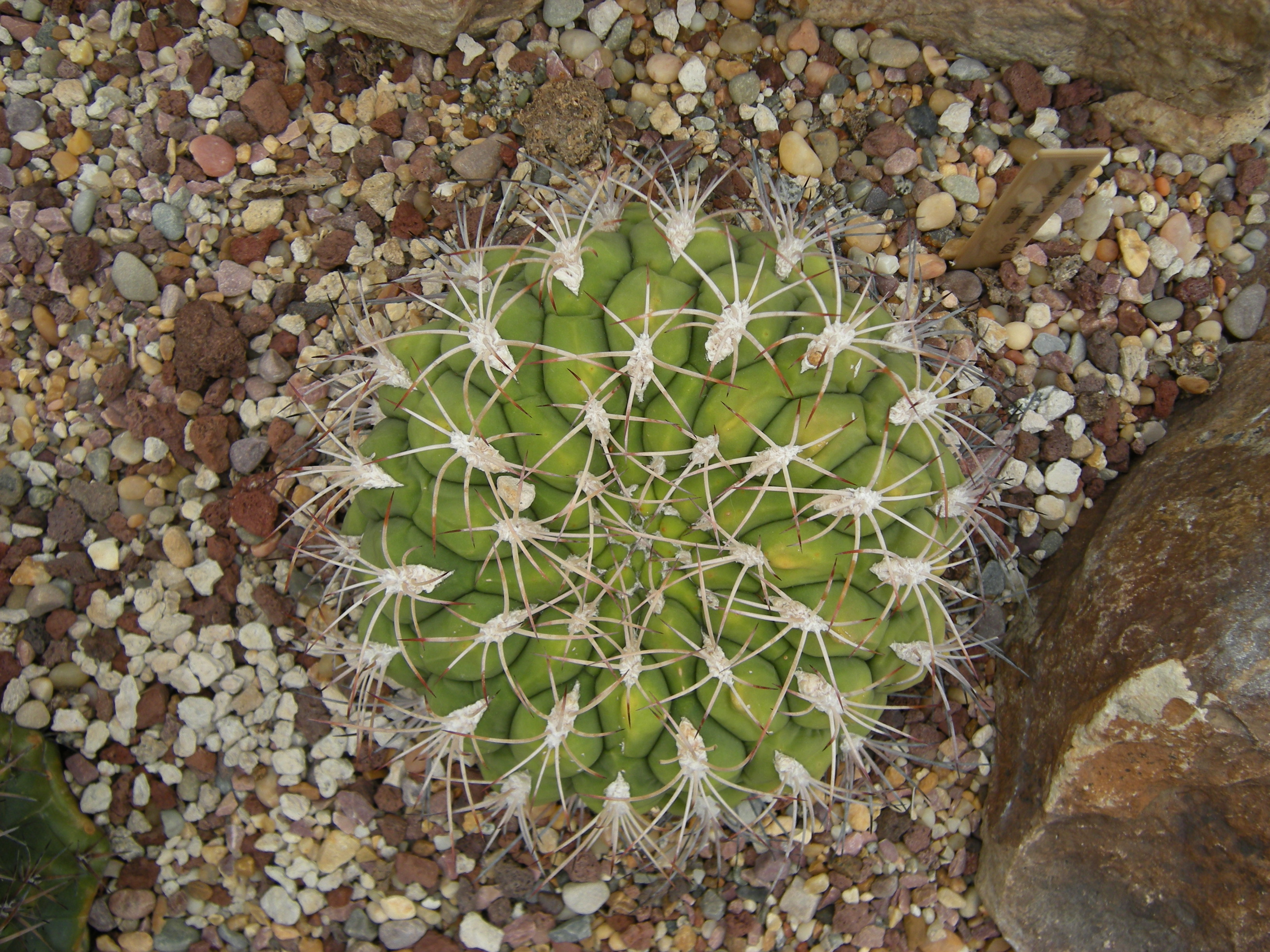
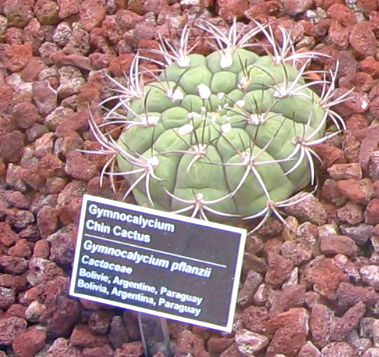